# مهدی غضنفری
مهدی غضنفری خوانساری (زادهٔ ۱۲ بهمن ۱۳۳۹ الیگودرز) استاد دانشگاه و مدیر اجرایی اهل ایران است که از سال ۱۴۰۰ رئیس صندوق توسعه ملی می‌باشد وی پیش از این نخستین وزیر صمت  بوده است.
وی وزیر صنعت، معدن و تجارت در دولت دوم محمود احمدی‌نژاد نیز بوده‌است. او همچنین عضو هیئت علمی دانشگاه علم و صنعت ایران نیز می‌باشد.
غضنفری از سال ۱۳۸۱ تا ۱۳۸۳ رئیس دانشکده مهندسی صنایع دانشگاه علم و صنعت ایران بود و از سال ۱۳۸۴ تا ۱۳۸۸ در سمت معاون وزیر بازرگانی و رئیس‌کل سازمان توسعه تجارت مشغول به کار بود.
وی در شهریور ۱۴۰۳ به مسعود پزشکیان پیشنهاد کرد که کنسولگری سفارت آمریکا در تهران را بازگشایی نماید و اشغال سفارت آمریکا را متأثر از تفکرات حزب توده قلمداد کرد.

## تحصیلات
وی مدرک دکترای خود را در سال ۱۳۷۵ در رشته مهندسی صنایع-برنامه‌ریزی تولید از دانشگاه نیو ساوت ولز، سیدنی، استرالیا اخذ کرد. موضوع پایان‌نامه وی برنامه‌ریزی تولید سلسله مراتبی با اهداف چندگانه تحت شرایط نااطمینانی بود. او هم چنین دارای مدرک کارشناسی ارشد و کارشناسی مهندسی صنایع از دانشگاه‌های صنعتی امیرکبیر و دانشگاه علم و صنعت ایران است.

## وزارت
مهدی غضنفری در روز سه‌شنبه ۱۵ مرداد ۱۳۸۸، توسط محمود احمدی‌نژاد به عنوان وزیر پیشنهادی دولت برای وزارت بازرگانی به مجلس شورای اسلامی معرفی و در روز ۱۲ شهریور همان سال از مجموع ۲۸۶ رأی گرفته شده، با ۱۵۸ رأی موافق، ۹۱ رأی مخالف و ۳۷ رأی ممتنع موفق به کسب رأی اعتماد از مجلس برای وزارت بازرگانی شد. غضنفری بعد از ادغام دو وزارت‌خانه بازرگانی و صنایع و معادن از سوی احمدی‌نژاد به‌عنوان وزیر پیشنهادی صنعت، معدن و تجارت معرفی شد و وی در تاریخ ۱۲ مرداد ۱۳۹۰ با ۲۱۸ رأی موافق، ۲۰ رأی مخالف و ۷ رأی ممتنع وزیر صنعت، معدن و تجارت شد.